# ارمک (کاشان)
ارمک یک روستا در ایران است که در بخش نیاسر شهرستان کاشان استان اصفهان واقع شده‌است. این روستا در ۴۳ کیلومتری شهر کاشان واقع شده‌است که بعد از گذر از راوند، سرنج، جوشقان، شهر نیاسر، چنار و کمال الملک کله روستای ارمک خواهیم رسید.
این دهستان از شرق به روستای کمال الملک کله و از غرب به روستای رهق و از جنوب به مشهد اردهال و قتلگاه سلطانعلی ابن امام محمد باقر و از شمال به روستای وادقان منتهی می‌شود.

## جمعیت
این روستا در دهستان کوه دشت قرار دارد و براساس سرشماری مرکز آمار ایران در سال ۱۳۸۵، جمعیت آن ٣٠٠ نفر (٩٠ خانوار) بوده‌است.

## موقعیت آب و هوائی
ارمک دارای آب و هوای معتدل می‌باشد که زمستانهایی سرد و مرطوب و تابستانهایی معتدل و مطبوع را دارا می‌باشد. این روستا دارای دو دهنه قنات. به نام قنات بالا و پایین می‌باشد که قنات بالای آن خشک می‌باشد که در حال حاضر آنچه که دردشت بالا از اشجار سرسبز باید نام می‌برد فعلاً و کلا خشک گریده است.
به واسطه هوای معتدل و همچنین داشتن چشمه‌ها و مزارع سرسبز مردم و گردشگران زیادی جهت گذراندن اوقات فراغت به آنجا می‌روند. از جاذبه‌های گردشگری آن می‌توان به زیارت شاهزاده محسن از نوادگان موسی بن جعفر اشاره نمود.
ارمک از کلمه ارم ک یعنی بهشت کوجک تدوین شده‌است
در کتاب تاریخ کاشان نوشته عبد الرحیم بن محمد ابراهیم ضرابی در مورد موقعیت ارمک اینچنین نوشته‌است زراعت مزرعهٔ کاوسار منتهی می‌شود بقریهٔ ارمک و آن قریهٔ بزرگ خوش آب‌وهوای با روح است که از جملهٔ قراء سبعهٔ اردهار قم است و چون از آن قریه خارج شوند مزرعهٔ علی‌آباد ارمک و مزرعهٔ کرد آباد ارمک است که املاک و زراعت آن منتهی می‌شود به قریهٔ کله که از قراء سردسیر کاشان و الی دروازهٔ شهر شش فرسخ ایرانی است و زیر آن مزرعهٔ علی‌آباد و مزرعهٔ برز آباد و مزرعهٔ فرح آباد و فرخ‌آباد [۲۱ پ]ملک مخصوص جناب جلالت مآب اجل ارفع افخم فرح خان غفاری امین الدوله علیه ایران است.
در کتاب قم نامه نوشته حسین مدرسی طباطبایی در این دهستان این‌گونه نوشته‌است:قریه ارمک ییلاق است. دو رشته قنات دارد و رودخانهٔ مختصری هم دارد که از کوهسار رهق می‌آید و شتوی آن‌ها بیشتر از آن رود مشروب می‌شود و محصول شتوی آن‌ها گندم و جو و تریاک است و محصول صیفی آن‌ها نخود و ماش و عدس و لوبیا و جوزق است و محصول باغات آن‌ها جوز و بادام و سنجد و سایر میوه‌جات ییلاقی است و جنگل و نوکر و ایلات ندارد. مرتع خوب دارد. حشم زیاد دارند. شکار کوهی از قبیل قوچ و تکه و آهو پیدا می‌شود. خانه شمار آن‌ها سی و هشت خانوار است.
مالیات-۲۳۵ تومان و هشت هزار و ۲۰۰ دینار نفوس-۲۲۵ نفر (مرد:۸۸ نفر، زن و اطفال:۱۳۷ نفر)

## وضعیت اقتصادی (مشاغل و درآمدها)
شغل اکثر مردم روستا کشاورزی و دامداری می‌باشد. کشاورزان محصولات زیادی می‌کارند که بعضی از آن‌ها مثل گردو، بادام، گندم و جو منبع اصلی درآمد آن‌ها محسوب می‌شود. از دیگر محصولات کشاورزی می‌توان به لوبیا نخود سیب زمینی پیاز سبزیجات، خیار، گوجه فرنگی و از میوه‌های درختی که در این روستا به دست می‌آید سیب انگور گیلاس آلبالو آلوچه گلابی و… اشاره کرد.

### جاذبه‌های تاریخی
از جمله جاذبه‌های این دهستان می‌توان به زیارت شاهزاده محسن اشاره کرد که از نوادگان موسی بن جعفر می‌باش، مدفن ایشان در مرکز ده واقع است و مرکز بسیاری از مجالس عزاداری است.
همچنین ازمسجدجامع آن می‌توان نام بردکه به نوبه خودیک مسجدقدیمی بوده‌است که دههٔ شصت به بعد تخریب شدکه در آن زمان میراث فرهنگی توجه خواصی به اماکن قدیمی نداشت که اگربرای توسعه‌ای آن بافت قدیمی حفظ شده بودالان ازجاذبه خواصی برخورداربود
قلعه شاه قلی در محله قلعه. قلعه شیخ ولی:لازم است ذکر شود که شیخ ولی بیگ از ملازمان سلطان یعقوب آق قویونلو در تبریز بوده‌است. وی بعد از فوت سلطان یعقوب به دلیل مخالفت با حامی پسر او به همراه امیر همایون اسفراینی به قلعه‌ای در مجاورت ارمک آمد و در آنجا در سال‌های ۹۰۰ هجری قمری حکومت کرد. آثار قلعه فوق هنوز برقرار است.
در کتاب تذکره تحفه سامی نوشته سام میرزاصفوی در مورد امیر همایون این‌گونه نوشته شده‌است:
همایون از سادات اسفراین خراسان است، شاعری شیرین گفتار «نکته‌دان و سخن‌گذار بود، در اوایل جوانی به عراق آمده بواسطه لطف طبع به مجلس «سلطان یعقوب افتاد. ترقی کلی او را دست داد، پادشاه او را خسرو کوچک می‌خواندند، گویند او را تعلق خاطر با جوانی پیدا شد اسیر کمند عشق او گردید تا کار «بجایی رسید که او را در زنجیر کشیدند و بعد از روزی چند که بخود آمد این مطلع گفته «بخدمت پادشاه فرستاد:
«بزنجیرم چو کرد از بیقراری دلستان من ------- دل زنجیر شد سوراخ سوراخ از فغان من
«دیگرباره او را از قید نجات داده در مجلس راه دادند، تاریخ فوت او «معلوم نشد، اما مدفن او قریه ارمک است از اعمال کاشان، این چند بیت از اشعار اوست:
«نشستم تا کمر در خون ز اشک لاله‌گون خود------- تو چون دشمن شدی منهم کمر بستم بخون خود'
از لحاظ تاریخی در سفرنامه ادیب کرمانی از ارمک به شرح ذیل گزارش می‌شود.
قریه «اَرمَک» از دهات معتبره بلوک اردهال است. در آب و هوا و محصولات با سایر دهات «اردهال» فرقی ندارد. مردم آنجا نیز رعیت پیشه و دهقنت اندیشه هستند. در آنجا امام زاده ایست که در این دولت جاوید خدمت، به واسطه کتاب علم انسابی که از طهران آورده بودند، مرقد آن بزرگوار معلوم شده و به اسم امام زاده محسن بود. آقا محمد تقی ارباب قمی که الان در شهر قم است و جزئی اطلاعی از پاره‌ای کمالات دارد و در قنّائی و مساحت و کشت و زراعت، ید طولایی با اوست، حکایت می‌کند که بعد از آوردن این کتاب از طهران و بعد از نشانی که جای مرقد این امامزاده بزرگوار را معین و معلوم کردند، این بنده در آنجا حاضر بودم که درست ملاحظه کردم، جسد مطهر، تازه و درست. در آن خوابگاه بود؛ و اثر زخمی در سر مبارک داشت و خاک‌های اطراف سر آن جناب سرخ و خون آلود بوده و محض تبرک، قدری از آن خاک‌ها برداشتم که به مردم محض تبرک دادم. خلاصه عدد نفوس این قریه دویست و پنجاه نفر و مالیات ایشان کنون دویست و پنجاه تومان است.
کتاب، «سفرنامه قم» اثر غلام حسین ادیب، ملقب به «افضل الملک» و مشهور به «ادیب کرمانی» (۱۳۴۸–۱۲۷۹ ه‍.ق) است که در سال ۱۳۳۴ ه‍.ق به رشته تحریر درآمده‌است؛ چنان‌که در مورد ادیب نگاشته‌اند، وی از کارگزاران باسواد دوره قاجار بوده‌است و بر اساس بیان تذکره نویسان، در رشته‌های مختلف علم، چون: حکمت، اصول، فقه، عروض و… دانش‌آموخته و سمتهای مختلفی چون پیشکاری، تحویلداری، نویسندگی، حکومت، استیفاء و… را در طول سال‌های زندگی اش به عهده داشته‌است.